# Bindji-Ngusu (peuple)
Pour les articles homonymes, voir Binji.
Les Bindji-Ngusu, aussi appelé Bindi Nkusu ou encore Bindi, Bindji ou Binji, sont un peuple de la République démocratique du Congo, dans les territoires de Dimbelenge et de Demba en province province du Kasaï central et dans le territoire de Lusambo en province du Sankuru. Ils ne sont pas à confondre avec les Mbagani ou Binji du territoire de Kazumba ni avec les Bindi Bambo au sud de Lusambo.